# Rigobert Song
Rigobert Song Bahanag (Nkenglicock, 1 de julho de 1976) é um ex-futebolista e treinador de futebol camaronês que atuava como zagueiro.
Foi, ao lado do francês Zinédine Zidane, um dos 2 jogadores a ser expulso em duas Copas do Mundo diferentes, na edição de 1994 (Brasil 3 x 0 Camarões) e em 1998 (Chile 1 x 1 Camarões). Jogou na seleção nacional de 1993 a 2010.
É primo do ex-volante Alexandre Song.

## Carreira

### Futebolista
Revelado pelo Tonnerre Yaoundé, Song atuou pelo clube até 1994, quando foi contratado pelo Metz, onde se profissionalizou. Defendeu a equipe francesa em 123 jogos, marcando 3 gols até 1998. Atuou por uma temporada na Salernitana na temporada 1998-99 (jogou apenas 4 partidas) e assinou com o Liverpool, que pagou 2,7 milhões de libras para contar com o zagueiro, tornando- o primeiro camaronês a defender os Reds.
A passagem de Song pelo clube de Anfield Road também durou pouco: participou de 34 partidas (38 no total) na temporada 1999-00, sendo contratado pelo West Ham United por 2,5 milhões de libras para substituir Rio Ferdinand, vendido ao Leeds United.
Jogou ainda por 1. FC Köln (emprestado) e Lens antes de iniciar uma trajetória de 6 anos no futebol da Turquia, onde representou Galatasaray (2004-08) e Trabzonspor, onde tornou-se ídolo da torcida nas 2 temporadas em que atuou pelo clube, sendo inclusive nomeado capitão pelo então técnico Şenol Güneş em 2009. Encerrou sua carreira em 2010.

### Seleção Camaronesa

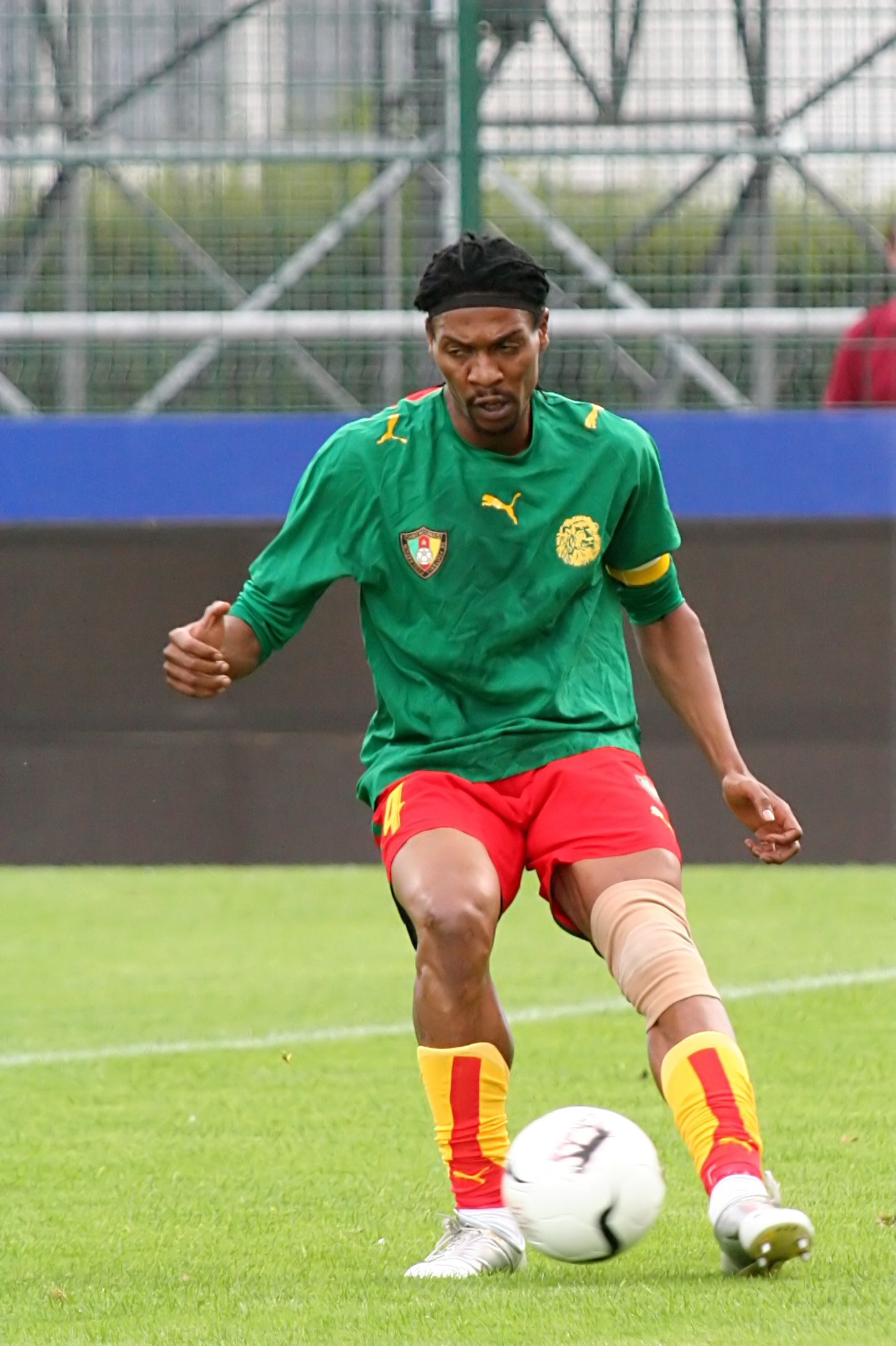
Song no jogo entre Camarões e Guiné, em 2006

Pela Seleção Camaronesa de Futebol, Song estreou contra o México, em setembro de 1993.
Convocado para a Copa de 1994, foi o mais jovem jogador da competição (era 2 meses e 21 dias mais novo que o brasileiro Ronaldo). Os Leões Indomáveis não repetiram as atuações da Copa de 1990 e caíram na fase de grupos, após uma goleada de 6 a 1 a favor da Rússia - jogo que foi marcado pelos recordes de Oleg Salenko e Roger Milla, que era 24 anos, 1 mês e 12 dias mais velho que o zagueiro (maior diferença de idade entre jogadores na história das Copas).
Esteve presente, ainda, nas Copas de 1998, 2002 e 2010, além de 8 edições da Copa das Nações Africanas, onde foi campeão em 2000 e 2002, e de 2 participações na Copa das Confederações (2001 e 2003). Ao entrar em campo na partida contra a Holanda, no lugar de Nicolas N'Koulou, tornou-se o primeiro africano a disputar 4 Copas - recorde igualado pelo compatriota Samuel Eto'o em 2014. Este foi, ainda, o último jogo do zagueiro pela Seleção. Song disse adeus à equipe em agosto, como recordista de partidas disputadas: 137, tendo marcado apenas 5 gols.

### Treinador
Em outubro de 2015, Song foi oficializado como técnico da Seleção Chadiana de Futebol, substituindo o francês Emmanuel Trégoat. Foi a primeira experiência do ex-zagueiro como treinador de futebol, que, no entanto, durou apenas um mês. Em novembro, foi substituído por Moudou Kouta.

## Vida pessoal
Casado com Esther Song, o ex-zagueiro é pai de 4 filhos (Ronny, Bryan, Yohanna Bernadette e Hillary Véronique Liliane), tendo perdido o pai ainda na juventude.
Em 2 de outubro de 2016, sofreu um derrame cerebral e foi levado ao Hospital Central de Yaoundé, já inconsciente. Permaneceu em coma até 4 de outubro, quando recuperou a consciência e foi transferido para um hospital em Paris, tendo passado por uma cirurgia.

## Títulos
Metz
- Coupe de la Ligue: 1995–96

Liverpool
- UEFA Cup: 2000–01[11]

Galatasaray
- Süper Lig: 2005–06, 2007–08
- Turkish Cup: 2004–05

Trabzonspor
- Turkish Cup: 2009–10

Cameroon
- African Cup of Nations: 2000, 2002;

Individual
- IFFHS All-time Africa Men's Dream Team: 2021[13]